# Stalag 316 w Białymstoku
Stalag 316 (oflag 57) – niemiecki obóz jeniecki okresu II wojny światowej.

## Opis
Wiosną 1941 roku w Murnau powołano komendę Oflagu 57. 24 kwietnia OKW przekazała ją do dyspozycji I Okręgu Wojskowego. Obóz zorganizowano na terenie byłych koszarach 10 pułku ułanów w Białymstoku w dzielnicy Nowe Miasto. Jeńcy wykorzystywani byli do prac w lesie w pobliżu lotniska. Tam też specjalne komando dokonało egzekucji wyselekcjonowanych oficerów, Żydów i członków partii komunistycznej. Kolejna egzekucja miała miejsce latem 1942 roku. W marcu 1942 w obozie przebywało jeszcze 11 664 jeńców.
W połowie 1942 roku Oflag 57 przemianowano na Stalag 316. Od czerwca do grudnia 1942 zmarło śmiercią głodową łub zostało wymordowanych ponad 5500 jeńców. W lutym 1943 przebywało w nim 1673 jeńców. Prawdopodobnie w tym okresie został zlikwidowany. Liczbę ofiar tego obozu ocenia się na 12 000 osób.